# Pagodula carduelis
Pagodula carduelis är en snäckart som först beskrevs av Watson 1883.  Pagodula carduelis ingår i släktet Pagodula och familjen purpursnäckor. Inga underarter finns listade i Catalogue of Life.